# البدوزة
البدّوزة (المدّوزة) بلدة مغربية تقع على بعد 30 كم شمال مدينة آسفي، يطل على الواجهة الأطلسية، وهي مركز كل من جماعة البدوزة القروية وقيادة البدوزة التابعتين لدائرة حرارة، إقليم آسفي، جهة مراكش آسفي. يبلغ عدد سكان الجماعة 14,084 نسمة (إحصاء 2014). بها شاطئ.
يعتمد السكان في هذه المنطقة على الصيد البحري، كما يعتبر الشاطئ قبلة للعديد من المصطافين نظرا لامتداده الشاسع. وكذلك للموقع تاريخ عريق. وامام البدوزة في المحيط الأطلسي توجد مدينة غارقة تحت المحيط.[بحاجة لمصدر]
البدوزة عبارة عن رأس بحري يتميز بخطورة الأمواج والصخور لذلك أنشأ الفرنسيون منارة لإرشاد السفن العابرة  من أضرحة الأولياء بالمنطقة : سيدي ششكال ولالة تساوت. كما تعتبر البدوزة وجهة لهواة الصيد بالقصبة حيث تتوفر على عدة مناطق للصيد مثل (حرش ميلح - البطحاء- عويلي عين المشة-الشافا-ليخرة-الدربالية -تسرافت).